# Liste des planètes mineures (690001-691000)
Voici la liste des planètes mineures numérotées de 690001 à 6910000. Les planètes mineures sont numérotées lorsque leur orbite est confirmée, ce qui peut parfois se produire longtemps après leur découverte. Elles sont classées ici par leur numéro.

## Planètes mineures 690001 à 691000
- (690001) 2013 VQ21
- (690002) 2013 VA22
- (690003) 2013 VF25
- (690004) 2013 VR27
- (690005) 2013 VE31
- (690006) 2013 VY32
- (690007) 2013 VA33
- (690008) 2013 VC33
- (690009) 2013 VN33
- (690010) 2013 VR33
- (690011) 2013 VG34
- (690012) 2013 VW35
- (690013) 2013 VY41
- (690014) 2013 VZ41
- (690015) 2013 VP42
- (690016) 2013 VW46
- (690017) 2013 VC49
- (690018) 2013 VG52
- (690019) 2013 VO53
- (690020) 2013 VB54
- (690021) 2013 VL54
- (690022) 2013 VM54
- (690023) 2013 VY55
- (690024) 2013 VG56
- (690025) 2013 VE58
- (690026) 2013 VK58
- (690027) 2013 VS66
- (690028) 2013 VP73
- (690029) 2013 VO75
- (690030) 2013 VG84
- (690031) 2013 VK84
- (690032) 2013 WN2
- (690033) 2013 WU2
- (690034) 2013 WW5
- (690035) 2013 WO8
- (690036) 2013 WS11
- (690037) 2013 WZ17
- (690038) 2013 WV18
- (690039) 2013 WV22
- (690040) 2013 WQ30
- (690041) 2013 WK40
- (690042) 2013 WU42
- (690043) 2013 WD60
- (690044) 2013 WK61
- (690045) 2013 WP65
- (690046) 2013 WE69
- (690047) 2013 WL89
- (690048) 2013 WN90
- (690049) 2013 WB95
- (690050) 2013 WJ102
- (690051) 2013 WS104
- (690052) 2013 WJ110
- (690053) 2013 WL114
- (690054) 2013 WM115
- (690055) 2013 WN115
- (690056) 2013 WW115
- (690057) 2013 WC117
- (690058) 2013 WD121
- (690059) 2013 WS122
- (690060) 2013 WS123
- (690061) 2013 WX123
- (690062) 2013 WY123
- (690063) 2013 WJ125
- (690064) 2013 WV125
- (690065) 2013 WH126
- (690066) 2013 WX126
- (690067) 2013 WS127
- (690068) 2013 WK128
- (690069) 2013 WL128
- (690070) 2013 WN128
- (690071) 2013 WF133
- (690072) 2013 WC134
- (690073) 2013 WT135
- (690074) 2013 WA136
- (690075) 2013 WP137
- (690076) 2013 WZ137
- (690077) 2013 WD138
- (690078) 2013 WQ141
- (690079) 2013 XO24
- (690080) 2013 XY27
- (690081) 2013 XH32
- (690082) 2013 XO32
- (690083) 2013 YH
- (690084) 2013 YJ4
- (690085) 2013 YX17
- (690086) 2013 YT23
- (690087) 2013 YJ25
- (690088) 2013 YJ28
- (690089) 2013 YK31
- (690090) 2013 YT33
- (690091) 2013 YO38
- (690092) 2013 YW38
- (690093) 2013 YB39
- (690094) 2013 YA40
- (690095) 2013 YZ41
- (690096) 2013 YH46
- (690097) 2013 YQ48
- (690098) 2013 YU50
- (690099) 2013 YD52
- (690100) 2013 YC54
- (690101) 2013 YL65
- (690102) 2013 YV66
- (690103) 2013 YL71
- (690104) 2013 YB77
- (690105) 2013 YV78
- (690106) 2013 YG79
- (690107) 2013 YA84
- (690108) 2013 YY84
- (690109) 2013 YU85
- (690110) 2013 YX85
- (690111) 2013 YS86
- (690112) 2013 YB90
- (690113) 2013 YU90
- (690114) 2013 YV91
- (690115) 2013 YH94
- (690116) 2013 YW94
- (690117) 2013 YT98
- (690118) 2013 YU99
- (690119) 2013 YQ100
- (690120) 2013 YY100
- (690121) 2013 YW101
- (690122) 2013 YV106
- (690123) 2013 YQ108
- (690124) 2013 YR113
- (690125) 2013 YU114
- (690126) 2013 YK115
- (690127) 2013 YC116
- (690128) 2013 YN119
- (690129) 2013 YR122
- (690130) 2013 YP126
- (690131) 2013 YK127
- (690132) 2013 YG128
- (690133) 2013 YJ134
- (690134) 2013 YQ134
- (690135) 2013 YQ138
- (690136) 2013 YE142
- (690137) 2013 YL142
- (690138) 2013 YE144
- (690139) 2013 YE151
- (690140) 2013 YJ154
- (690141) 2013 YX154
- (690142) 2013 YP159
- (690143) 2013 YZ159
- (690144) 2013 YP163
- (690145) 2013 YN167
- (690146) 2013 YM169
- (690147) 2013 YX169
- (690148) 2013 YA170
- (690149) 2013 YA173
- (690150) 2013 YW173
- (690151) 2014 AH10
- (690152) 2014 AO26
- (690153) 2014 AR30
- (690154) 2014 AG31
- (690155) 2014 AU37
- (690156) 2014 AL39
- (690157) 2014 AE47
- (690158) 2014 AU60
- (690159) 2014 AX65
- (690160) 2014 AO68
- (690161) 2014 AM69
- (690162) 2014 AW69
- (690163) 2014 AT70
- (690164) 2014 AV71
- (690165) 2014 AS73
- (690166) 2014 AS74
- (690167) 2014 AY77
- (690168) 2014 AZ77
- (690169) 2014 BT1
- (690170) 2014 BY3
- (690171) 2014 BU7
- (690172) 2014 BM8
- (690173) 2014 BE9
- (690174) 2014 BE12
- (690175) 2014 BG13
- (690176) 2014 BG14
- (690177) 2014 BM15
- (690178) 2014 BT16
- (690179) 2014 BP17
- (690180) 2014 BW18
- (690181) 2014 BU26
- (690182) 2014 BY26
- (690183) 2014 BG28
- (690184) 2014 BT34
- (690185) 2014 BY41
- (690186) 2014 BR42
- (690187) 2014 BL46
- (690188) 2014 BP49
- (690189) 2014 BK51
- (690190) 2014 BH67
- (690191) 2014 BW67
- (690192) 2014 BH70
- (690193) 2014 BE74
- (690194) 2014 BC76
- (690195) 2014 BK77
- (690196) 2014 BY77
- (690197) 2014 BM78
- (690198) 2014 BA79
- (690199) 2014 BQ79
- (690200) 2014 BG81
- (690201) 2014 BT82
- (690202) 2014 BQ84
- (690203) 2014 BO86
- (690204) 2014 BW86
- (690205) 2014 BA87
- (690206) 2014 BC88
- (690207) 2014 BD90
- (690208) 2014 BY92
- (690209) 2014 CK6
- (690210) 2014 CO6
- (690211) 2014 CX8
- (690212) 2014 CM9
- (690213) 2014 CU12
- (690214) 2014 CH18
- (690215) 2014 CJ19
- (690216) 2014 CE23
- (690217) 2014 CV26
- (690218) 2014 CT27
- (690219) 2014 CS30
- (690220) 2014 CO32
- (690221) 2014 CZ32
- (690222) 2014 CH33
- (690223) 2014 DF1
- (690224) 2014 DX4
- (690225) 2014 DC11
- (690226) 2014 DY13
- (690227) 2014 DH17
- (690228) 2014 DG18
- (690229) 2014 DJ18
- (690230) 2014 DG20
- (690231) 2014 DW21
- (690232) 2014 DV36
- (690233) 2014 DU39
- (690234) 2014 DU46
- (690235) 2014 DV48
- (690236) 2014 DX48
- (690237) 2014 DX52
- (690238) 2014 DW53
- (690239) 2014 DP54
- (690240) 2014 DN58
- (690241) 2014 DJ62
- (690242) 2014 DZ63
- (690243) 2014 DQ64
- (690244) 2014 DS65
- (690245) 2014 DW65
- (690246) 2014 DK68
- (690247) 2014 DC69
- (690248) 2014 DP73
- (690249) 2014 DE77
- (690250) 2014 DF77
- (690251) 2014 DL78
- (690252) 2014 DP79
- (690253) 2014 DE80
- (690254) 2014 DT80
- (690255) 2014 DT83
- (690256) 2014 DW88
- (690257) 2014 DA92
- (690258) 2014 DF92
- (690259) 2014 DY92
- (690260) 2014 DY95
- (690261) 2014 DA96
- (690262) 2014 DC99
- (690263) 2014 DA100
- (690264) 2014 DJ100
- (690265) 2014 DL101
- (690266) 2014 DY101
- (690267) 2014 DH102
- (690268) 2014 DM103
- (690269) 2014 DQ103
- (690270) 2014 DD110
- (690271) 2014 DG111
- (690272) 2014 DG113
- (690273) 2014 DF118
- (690274) 2014 DW126
- (690275) 2014 DR127
- (690276) 2014 DK129
- (690277) 2014 DS136
- (690278) 2014 DM137
- (690279) 2014 DW147
- (690280) 2014 DA151
- (690281) 2014 DB152
- (690282) 2014 DW155
- (690283) 2014 DY155
- (690284) 2014 DD156
- (690285) 2014 DW156
- (690286) 2014 DW157
- (690287) 2014 DR160
- (690288) 2014 DN166
- (690289) 2014 DW167
- (690290) 2014 DR168
- (690291) 2014 DT168
- (690292) 2014 DZ170
- (690293) 2014 DF175
- (690294) 2014 DM178
- (690295) 2014 DT178
- (690296) 2014 DS180
- (690297) 2014 DB181
- (690298) 2014 DT183
- (690299) 2014 DZ186
- (690300) 2014 DN187
- (690301) 2014 DW187
- (690302) 2014 DJ188
- (690303) 2014 DU188
- (690304) 2014 DY188
- (690305) 2014 DZ188
- (690306) 2014 DF189
- (690307) 2014 DO189
- (690308) 2014 DW189
- (690309) 2014 DY189
- (690310) 2014 DF190
- (690311) 2014 DK190
- (690312) 2014 DR190
- (690313) 2014 DT190
- (690314) 2014 DN191
- (690315) 2014 DF192
- (690316) 2014 DT192
- (690317) 2014 DA194
- (690318) 2014 DK194
- (690319) 2014 DZ194
- (690320) 2014 DA195
- (690321) 2014 DB198
- (690322) 2014 DZ200
- (690323) 2014 EP1
- (690324) 2014 EJ6
- (690325) 2014 EN11
- (690326) 2014 EC13
- (690327) 2014 EM13
- (690328) 2014 EN13
- (690329) 2014 EV15
- (690330) 2014 EK16
- (690331) 2014 EY18
- (690332) 2014 EL19
- (690333) 2014 EJ20
- (690334) 2014 EK21
- (690335) 2014 EN22
- (690336) 2014 EZ25
- (690337) 2014 EQ27
- (690338) 2014 EC29
- (690339) 2014 ET30
- (690340) 2014 EP31
- (690341) 2014 EH34
- (690342) 2014 EB38
- (690343) 2014 ES38
- (690344) 2014 EN39
- (690345) 2014 EN42
- (690346) 2014 ES43
- (690347) 2014 EY46
- (690348) 2014 ES54
- (690349) 2014 ER58
- (690350) 2014 EN59
- (690351) 2014 ER59
- (690352) 2014 EP63
- (690353) 2014 EX63
- (690354) 2014 EQ67
- (690355) 2014 EV71
- (690356) 2014 EE82
- (690357) 2014 EB95
- (690358) 2014 EO95
- (690359) 2014 EN99
- (690360) 2014 ED104
- (690361) 2014 EY104
- (690362) 2014 EH105
- (690363) 2014 EX109
- (690364) 2014 EG111
- (690365) 2014 EO111
- (690366) 2014 EX114
- (690367) 2014 EK123
- (690368) 2014 EB127
- (690369) 2014 ED131
- (690370) 2014 ES131
- (690371) 2014 EG133
- (690372) 2014 EX138
- (690373) 2014 EW145
- (690374) 2014 EE150
- (690375) 2014 EG164
- (690376) 2014 EZ174
- (690377) 2014 EM179
- (690378) 2014 EH180
- (690379) 2014 EZ185
- (690380) 2014 EO186
- (690381) 2014 EG189
- (690382) 2014 EQ191
- (690383) 2014 EY194
- (690384) 2014 ER196
- (690385) 2014 EY197
- (690386) 2014 EV198
- (690387) 2014 EE222
- (690388) 2014 EQ225
- (690389) 2014 EP229
- (690390) 2014 EL232
- (690391) 2014 EY232
- (690392) 2014 EA233
- (690393) 2014 EB238
- (690394) 2014 EO238
- (690395) 2014 EU238
- (690396) 2014 EJ243
- (690397) 2014 ES244
- (690398) 2014 EL249
- (690399) 2014 EV253
- (690400) 2014 EC254
- (690401) 2014 EG256
- (690402) 2014 EY256
- (690403) 2014 EG257
- (690404) 2014 EM257
- (690405) 2014 ET258
- (690406) 2014 EJ259
- (690407) 2014 EK259
- (690408) 2014 FG8
- (690409) 2014 FZ13
- (690410) 2014 FJ15
- (690411) 2014 FR23
- (690412) 2014 FH42
- (690413) 2014 FC45
- (690414) 2014 FB47
- (690415) 2014 FJ50
- (690416) 2014 FK54
- (690417) 2014 FR54
- (690418) 2014 FK56
- (690419) 2014 FN56
- (690420) 2014 FC72
- (690421) 2014 FS76
- (690422) 2014 FT76
- (690423) 2014 FV77
- (690424) 2014 FP79
- (690425) 2014 FD81
- (690426) 2014 FO81
- (690427) 2014 FN87
- (690428) 2014 FU87
- (690429) 2014 FJ88
- (690430) 2014 FN88
- (690431) 2014 FO88
- (690432) 2014 FN89
- (690433) 2014 FL90
- (690434) 2014 GE
- (690435) 2014 GA2
- (690436) 2014 GD3
- (690437) 2014 GH3
- (690438) 2014 GN4
- (690439) 2014 GF6
- (690440) 2014 GQ10
- (690441) 2014 GA13
- (690442) 2014 GD17
- (690443) 2014 GT20
- (690444) 2014 GS26
- (690445) 2014 GN29
- (690446) 2014 GZ35
- (690447) 2014 GL39
- (690448) 2014 GS40
- (690449) 2014 GN43
- (690450) 2014 GS58
- (690451) 2014 GJ59
- (690452) 2014 GS60
- (690453) 2014 GY60
- (690454) 2014 GZ60
- (690455) 2014 GV63
- (690456) 2014 GK65
- (690457) 2014 GN65
- (690458) 2014 GT69
- (690459) 2014 GX71
- (690460) 2014 GL75
- (690461) 2014 GQ79
- (690462) 2014 GV80
- (690463) 2014 GE84
- (690464) 2014 GJ85
- (690465) 2014 GT87
- (690466) 2014 GX87
- (690467) 2014 GN88
- (690468) 2014 GQ92
- (690469) 2014 HT7
- (690470) 2014 HH10
- (690471) 2014 HK10
- (690472) 2014 HZ13
- (690473) 2014 HC15
- (690474) 2014 HG15
- (690475) 2014 HE18
- (690476) 2014 HK19
- (690477) 2014 HH20
- (690478) 2014 HE21
- (690479) 2014 HJ26
- (690480) 2014 HG31
- (690481) 2014 HH31
- (690482) 2014 HO31
- (690483) 2014 HQ31
- (690484) 2014 HZ35
- (690485) 2014 HR36
- (690486) 2014 HJ38
- (690487) 2014 HJ40
- (690488) 2014 HF44
- (690489) 2014 HL44
- (690490) 2014 HZ48
- (690491) 2014 HR70
- (690492) 2014 HV72
- (690493) 2014 HX72
- (690494) 2014 HK86
- (690495) 2014 HU86
- (690496) 2014 HQ92
- (690497) 2014 HQ93
- (690498) 2014 HY102
- (690499) 2014 HU111
- (690500) 2014 HH113
- (690501) 2014 HZ114
- (690502) 2014 HS116
- (690503) 2014 HE125
- (690504) 2014 HM125
- (690505) 2014 HR128
- (690506) 2014 HT133
- (690507) 2014 HG134
- (690508) 2014 HF137
- (690509) 2014 HC138
- (690510) 2014 HT139
- (690511) 2014 HP142
- (690512) 2014 HA144
- (690513) 2014 HL146
- (690514) 2014 HG150
- (690515) 2014 HM150
- (690516) 2014 HY151
- (690517) 2014 HG153
- (690518) 2014 HW158
- (690519) 2014 HV162
- (690520) 2014 HH165
- (690521) 2014 HO166
- (690522) 2014 HN167
- (690523) 2014 HR169
- (690524) 2014 HJ171
- (690525) 2014 HF172
- (690526) 2014 HF174
- (690527) 2014 HX174
- (690528) 2014 HP175
- (690529) 2014 HX175
- (690530) 2014 HY177
- (690531) 2014 HM179
- (690532) 2014 HS181
- (690533) 2014 HV183
- (690534) 2014 HA186
- (690535) 2014 HZ187
- (690536) 2014 HQ188
- (690537) 2014 HM192
- (690538) 2014 HN195
- (690539) 2014 HJ200
- (690540) 2014 HC204
- (690541) 2014 HT205
- (690542) 2014 HY205
- (690543) 2014 HC206
- (690544) 2014 HD207
- (690545) 2014 HC208
- (690546) 2014 HF208
- (690547) 2014 HN213
- (690548) 2014 HO216
- (690549) 2014 HN217
- (690550) 2014 HW218
- (690551) 2014 HP220
- (690552) 2014 HZ220
- (690553) 2014 HA221
- (690554) 2014 HS221
- (690555) 2014 HY221
- (690556) 2014 HJ224
- (690557) 2014 HZ230
- (690558) 2014 HF232
- (690559) 2014 HO237
- (690560) 2014 HR237
- (690561) 2014 HA239
- (690562) 2014 HY242
- (690563) 2014 HH285
- (690564) 2014 HG289
- (690565) 2014 HY295
- (690566) 2014 HU296
- (690567) 2014 HD308
- (690568) 2014 HV315
- (690569) 2014 HL326
- (690570) 2014 HP332
- (690571) 2014 HB338
- (690572) 2014 HN350
- (690573) 2014 HH366
- (690574) 2014 JA7
- (690575) 2014 JZ7
- (690576) 2014 JE8
- (690577) 2014 JK14
- (690578) 2014 JH18
- (690579) 2014 JL18
- (690580) 2014 JY19
- (690581) 2014 JF23
- (690582) 2014 JK26
- (690583) 2014 JH30
- (690584) 2014 JJ36
- (690585) 2014 JN38
- (690586) 2014 JN41
- (690587) 2014 JH42
- (690588) 2014 JM44
- (690589) 2014 JX44
- (690590) 2014 JG47
- (690591) 2014 JQ52
- (690592) 2014 JA53
- (690593) 2014 JC54
- (690594) 2014 JM56
- (690595) 2014 JS56
- (690596) 2014 JB62
- (690597) 2014 JC67
- (690598) 2014 JQ70
- (690599) 2014 JT71
- (690600) 2014 JY71
- (690601) 2014 JE72
- (690602) 2014 JY75
- (690603) 2014 JH82
- (690604) 2014 JJ84
- (690605) 2014 JY84
- (690606) 2014 JA86
- (690607) 2014 JB86
- (690608) 2014 JF86
- (690609) 2014 JH86
- (690610) 2014 JL88
- (690611) 2014 JP88
- (690612) 2014 JH90
- (690613) 2014 JM94
- (690614) 2014 JT102
- (690615) 2014 JA103
- (690616) 2014 JP105
- (690617) 2014 JQ105
- (690618) 2014 JU105
- (690619) 2014 JS106
- (690620) 2014 JF107
- (690621) 2014 JT107
- (690622) 2014 JF109
- (690623) 2014 JJ109
- (690624) 2014 JX110
- (690625) 2014 JO111
- (690626) 2014 JY111
- (690627) 2014 JZ111
- (690628) 2014 JN112
- (690629) 2014 JL113
- (690630) 2014 JM113
- (690631) 2014 JN113
- (690632) 2014 JG115
- (690633) 2014 JL117
- (690634) 2014 JD121
- (690635) 2014 JV121
- (690636) 2014 JD122
- (690637) 2014 JB123
- (690638) 2014 JD123
- (690639) 2014 JS126
- (690640) 2014 JX126
- (690641) 2014 JD127
- (690642) 2014 JF127
- (690643) 2014 JJ127
- (690644) 2014 JG128
- (690645) 2014 JN147
- (690646) 2014 JZ147
- (690647) 2014 JJ149
- (690648) 2014 JP150
- (690649) 2014 KD4
- (690650) 2014 KW5
- (690651) 2014 KJ10
- (690652) 2014 KT11
- (690653) 2014 KJ12
- (690654) 2014 KK12
- (690655) 2014 KY13
- (690656) 2014 KB16
- (690657) 2014 KM17
- (690658) 2014 KJ19
- (690659) 2014 KQ20
- (690660) 2014 KT24
- (690661) 2014 KZ26
- (690662) 2014 KX29
- (690663) 2014 KM30
- (690664) 2014 KT31
- (690665) 2014 KJ32
- (690666) 2014 KS32
- (690667) 2014 KD36
- (690668) 2014 KH36
- (690669) 2014 KL37
- (690670) 2014 KX37
- (690671) 2014 KL39
- (690672) 2014 KH43
- (690673) 2014 KA50
- (690674) 2014 KQ53
- (690675) 2014 KY56
- (690676) 2014 KD58
- (690677) 2014 KY58
- (690678) 2014 KN63
- (690679) 2014 KJ64
- (690680) 2014 KO66
- (690681) 2014 KR67
- (690682) 2014 KV68
- (690683) 2014 KD69
- (690684) 2014 KZ69
- (690685) 2014 KP73
- (690686) 2014 KX77
- (690687) 2014 KS81
- (690688) 2014 KC89
- (690689) 2014 KX89
- (690690) 2014 KX90
- (690691) 2014 KK91
- (690692) 2014 KM91
- (690693) 2014 KL93
- (690694) 2014 KB95
- (690695) 2014 KC95
- (690696) 2014 KB96
- (690697) 2014 KE96
- (690698) 2014 KE97
- (690699) 2014 KJ97
- (690700) 2014 KN100
- (690701) 2014 KG101
- (690702) 2014 KL101
- (690703) 2014 KA102
- (690704) 2014 KA103
- (690705) 2014 KJ105
- (690706) 2014 KN105
- (690707) 2014 KO105
- (690708) 2014 KP106
- (690709) 2014 KG109
- (690710) 2014 KX110
- (690711) 2014 KE112
- (690712) 2014 KO113
- (690713) 2014 KZ113
- (690714) 2014 KL114
- (690715) 2014 KP120
- (690716) 2014 KT120
- (690717) 2014 KV120
- (690718) 2014 KP124
- (690719) 2014 KQ124
- (690720) 2014 KN125
- (690721) 2014 KV125
- (690722) 2014 KG126
- (690723) 2014 KM126
- (690724) 2014 KW127
- (690725) 2014 KO128
- (690726) 2014 KX128
- (690727) 2014 KY128
- (690728) 2014 KZ129
- (690729) 2014 KC130
- (690730) 2014 KD130
- (690731) 2014 KC131
- (690732) 2014 KJ132
- (690733) 2014 KR132
- (690734) 2014 KJ133
- (690735) 2014 KQ136
- (690736) 2014 KB138
- (690737) 2014 KR138
- (690738) 2014 KA140
- (690739) 2014 KB142
- (690740) 2014 KH142
- (690741) 2014 KQ142
- (690742) 2014 KA143
- (690743) 2014 KX145
- (690744) 2014 KY145
- (690745) 2014 KR147
- (690746) 2014 KU147
- (690747) 2014 KS157
- (690748) 2014 KV157
- (690749) 2014 KB158
- (690750) 2014 KJ163
- (690751) 2014 KH166
- (690752) 2014 KN167
- (690753) 2014 KO167
- (690754) 2014 KK168
- (690755) 2014 LG2
- (690756) 2014 LT2
- (690757) 2014 LP3
- (690758) 2014 LL6
- (690759) 2014 LP6
- (690760) 2014 LJ7
- (690761) 2014 LK7
- (690762) 2014 LJ8
- (690763) 2014 LR8
- (690764) 2014 LX13
- (690765) 2014 LW15
- (690766) 2014 LY15
- (690767) 2014 LW18
- (690768) 2014 LZ18
- (690769) 2014 LE19
- (690770) 2014 LQ19
- (690771) 2014 LT20
- (690772) 2014 LB22
- (690773) 2014 LM30
- (690774) 2014 LJ31
- (690775) 2014 LC35
- (690776) 2014 LO37
- (690777) 2014 LP37
- (690778) 2014 LB38
- (690779) 2014 LC38
- (690780) Constantinescu
- (690781) 2014 LZ38
- (690782) 2014 LD40
- (690783) 2014 LQ40
- (690784) 2014 LR41
- (690785) 2014 MT
- (690786) 2014 MW2
- (690787) 2014 ME3
- (690788) 2014 ML3
- (690789) 2014 MX3
- (690790) 2014 MN6
- (690791) 2014 MW7
- (690792) 2014 MD8
- (690793) 2014 MM8
- (690794) 2014 MB9
- (690795) 2014 MM18
- (690796) 2014 MR20
- (690797) 2014 MM29
- (690798) 2014 MR29
- (690799) 2014 MS31
- (690800) 2014 MZ31
- (690801) 2014 MZ38
- (690802) 2014 ML39
- (690803) 2014 MU39
- (690804) 2014 MG40
- (690805) 2014 MW40
- (690806) 2014 ML41
- (690807) 2014 MZ45
- (690808) 2014 MH46
- (690809) 2014 MD47
- (690810) 2014 MJ49
- (690811) 2014 MF52
- (690812) 2014 MB57
- (690813) 2014 MG57
- (690814) 2014 MW59
- (690815) 2014 MG60
- (690816) 2014 MW61
- (690817) 2014 ML62
- (690818) 2014 MM66
- (690819) 2014 MN66
- (690820) 2014 MR66
- (690821) 2014 MX69
- (690822) 2014 MH70
- (690823) 2014 MB72
- (690824) 2014 MJ72
- (690825) 2014 MN72
- (690826) 2014 MX72
- (690827) 2014 MR73
- (690828) 2014 MU73
- (690829) 2014 MM77
- (690830) 2014 MN77
- (690831) 2014 MR77
- (690832) 2014 MM79
- (690833) 2014 MM81
- (690834) 2014 MC83
- (690835) 2014 MY84
- (690836) 2014 MY85
- (690837) 2014 MJ89
- (690838) 2014 MO89
- (690839) 2014 MX89
- (690840) 2014 MZ89
- (690841) 2014 MQ90
- (690842) 2014 MU90
- (690843) 2014 MF91
- (690844) 2014 MK91
- (690845) 2014 MW91
- (690846) 2014 MY91
- (690847) 2014 MB92
- (690848) 2014 MJ92
- (690849) 2014 MV92
- (690850) 2014 MH94
- (690851) 2014 MY96
- (690852) 2014 MT97
- (690853) 2014 MQ98
- (690854) 2014 MF99
- (690855) 2014 MO99
- (690856) 2014 MU99
- (690857) 2014 MA103
- (690858) 2014 NH
- (690859) 2014 NR4
- (690860) 2014 NV4
- (690861) 2014 NT5
- (690862) 2014 NG7
- (690863) 2014 NC8
- (690864) 2014 NJ8
- (690865) 2014 NW8
- (690866) 2014 NY8
- (690867) 2014 NP9
- (690868) 2014 NV10
- (690869) 2014 NX10
- (690870) 2014 NE11
- (690871) 2014 NG14
- (690872) 2014 NK14
- (690873) 2014 NJ15
- (690874) 2014 NP15
- (690875) 2014 NM16
- (690876) 2014 NU18
- (690877) 2014 NJ19
- (690878) 2014 NY19
- (690879) 2014 NM22
- (690880) 2014 NC25
- (690881) 2014 NM25
- (690882) 2014 NY25
- (690883) 2014 NF26
- (690884) 2014 NV27
- (690885) 2014 NE28
- (690886) 2014 ND29
- (690887) 2014 NW29
- (690888) 2014 NS30
- (690889) 2014 NX31
- (690890) 2014 NH32
- (690891) 2014 NV32
- (690892) 2014 NN33
- (690893) 2014 NZ35
- (690894) 2014 NJ36
- (690895) 2014 NK36
- (690896) 2014 NU41
- (690897) 2014 NN43
- (690898) 2014 NU43
- (690899) 2014 NG47
- (690900) 2014 NX47
- (690901) 2014 NV49
- (690902) 2014 NY50
- (690903) 2014 NU51
- (690904) 2014 NA57
- (690905) 2014 NZ57
- (690906) 2014 NF58
- (690907) 2014 NF59
- (690908) 2014 NG61
- (690909) 2014 NA68
- (690910) 2014 ND68
- (690911) 2014 NL68
- (690912) 2014 NO68
- (690913) 2014 NP68
- (690914) 2014 NA69
- (690915) 2014 NC69
- (690916) 2014 NE69
- (690917) 2014 NF69
- (690918) 2014 NU69
- (690919) 2014 NF70
- (690920) 2014 NQ70
- (690921) 2014 NK71
- (690922) 2014 NW72
- (690923) Predatu
- (690924) 2014 NF73
- (690925) 2014 NM73
- (690926) 2014 NS73
- (690927) 2014 NX73
- (690928) 2014 NT76
- (690929) 2014 NA80
- (690930) 2014 NA81
- (690931) 2014 NK81
- (690932) 2014 NP81
- (690933) 2014 NQ81
- (690934) 2014 NX81
- (690935) 2014 NQ82
- (690936) 2014 NB83
- (690937) 2014 NF83
- (690938) 2014 NJ83
- (690939) 2014 NQ83
- (690940) 2014 NT83
- (690941) 2014 NU83
- (690942) 2014 NQ84
- (690943) 2014 NT84
- (690944) 2014 NT89
- (690945) 2014 NL90
- (690946) 2014 NM90
- (690947) 2014 NK91
- (690948) 2014 NX91
- (690949) 2014 NC92
- (690950) 2014 NW92
- (690951) 2014 NC93
- (690952) 2014 OR
- (690953) 2014 OL1
- (690954) 2014 OR1
- (690955) 2014 OG2
- (690956) 2014 OT4
- (690957) 2014 OV4
- (690958) 2014 OX6
- (690959) 2014 OA7
- (690960) 2014 OD8
- (690961) 2014 OV8
- (690962) 2014 OD9
- (690963) 2014 OC10
- (690964) 2014 OS10
- (690965) 2014 ON13
- (690966) 2014 OV13
- (690967) 2014 OD14
- (690968) 2014 OW14
- (690969) 2014 OG15
- (690970) 2014 OK16
- (690971) 2014 OY16
- (690972) 2014 OB19
- (690973) 2014 OR19
- (690974) 2014 OT25
- (690975) 2014 OF27
- (690976) 2014 OC28
- (690977) 2014 OK28
- (690978) 2014 OZ28
- (690979) 2014 OE31
- (690980) 2014 OK31
- (690981) 2014 OE34
- (690982) 2014 OO38
- (690983) 2014 OU38
- (690984) 2014 OC39
- (690985) 2014 ON39
- (690986) 2014 OC46
- (690987) 2014 OF47
- (690988) 2014 OG50
- (690989) 2014 OJ50
- (690990) 2014 OJ51
- (690991) 2014 OL55
- (690992) 2014 OW56
- (690993) 2014 OZ59
- (690994) 2014 OW60
- (690995) 2014 OZ60
- (690996) 2014 OA61
- (690997) 2014 OM61
- (690998) 2014 OZ61
- (690999) 2014 OA62
- (691000) 2014 OK62